# Yasuyuki Satō
Yasuyuki Satō (jap. 佐藤 康之 Satō Yasuyuki; ur. 12 kwietnia 1966) – japoński piłkarz występujący na pozycji obrońcy.

## Kariera klubowa
Od 1985 do 1997 roku występował w klubach Sanfrecce Hiroszima i Oita Trinity.